# Alex North
Alex North (4. prosince 1910, Chester, Pensylvánie, USA – 8. září 1991, Los Angeles, Kalifornie, USA) byl americký hudební skladatel. Složil první jazzovou hudbu k filmu (Tramvaj do stanice Touha) a první moderní filmovou hudbu (Viva Zapata!).
Alexe Northa v dnešním pojetí lze zařadit mezi skladatele klasické hudby. Dokázal ji však svým moderním pojetím přetvořit na typickou filmovou hudbu bohatou na různorodé motivy. Z jednoho z nich se stal hit („Unchained Melody“). North byl patnáctkrát nominován na Oscara a je jediným skladatelem, který získal Oscara za celoživotní dílo.
Z jeho tvorby hodno zmínit hudbu k filmům, jako například: Spartakus, Kleopatra, Drakobijce, Kdo se bojí Virginie Woolfové?, Ďábelská brigáda. Do filmu Stanley Kubricka 2001: Vesmírná odysea nebyla Northová hudba přijata.